# Desvío Kilómetro 93
Km 93 era un desvío ferroviario del ramal a Playa Unión que unía Trelew de la Provincia del Chubut con la localidad costera de Playa Unión, pasando por la ciudad de Rawson. Al funcionar como parada permitía el acceso de los viajeros a los trenes, aunque no se vendían pasajes ni contaba con una edificación que cumpliera las funciones de estación propiamente dicha. Este ferrocarril funcionó desde 1923 hasta el año 1961 en que fue clausurado todo lo perteneciente al Ferrocarril Central del Chubut.

## Toponimia
El desvío tomó su nombre de la progresión de 93 kilómetro de vía férrea que lo separaba desde Puerto Madryn. También, recibió el nombre de Puerto Rawson, al encontrarse próxima de dicha localidad en la desembocadura del río Chubut.

## Funcionamiento
Un análisis de informes horarios mostró que este punto era de baja consideración para el ferrocarril. No apareciendo en ninguno de los informes posiblemente por ser un punto de cargas. De este modo los itinerarios de horarios pertenecientes al ramal Trelew - Playa Unión, desde los años 1928, 1930 , 1934, 1936, 1938, 1942, 1946 y 1948  no arrojaron datos de horarios y visitas a este apeadero. Estos itinerarios solo atendieron el tramo Trelew - Rawson y desde 1942 solo se aludió a los puntos Trelew - Rawson - Playa Unión. El servicio se realizaba en trenes mixtos a vapor exclusivamente y desde el informe 1936 se complementó con ferrobuses que hacían el recorrido del ramal todos los días de la semana.
El itinerario de Ferrocarriles del Estado del 15 de diciembre de 1940 es el único documento en el que figura este punto. Sin embargo, no fue notado como punto para pasajeros o cargas en ninguno de los horarios del ramal. La razón pudo ser un uso auxiliar de este punto exclusivo para las cargas o similar. Ya en la descripción de infraestructura del ferrocarril el desvío apareció con datos como la longitud de su apartadero, el tamaño de su desvío y se aclara que este punto es llamado Puerto de Rawson sin otra especificación. Por último, el itinerario no informó edificación de ningún tipo en este punto para pasajeros.
El último informe de 1955  tampoco mencionó este apeadero. Sin embargo, hace doble alusión a Rawson con llegada y salida, pudiendo estar en una hora aproximada a la salida el paso de los trenes por este punto. El ferrobús alcanzaba Rawson, tras partir de Trelew 8:35 a. m., a las 9:13. Luego, en su recorrido más rápido, cubría en 12 minutos la distancia con Playa Unión.

## Características
Se hallaba a aproximadamente 6 metros sobre el nivel del mar. Existen dos fuentes que especifican detalles de Km 93. El primero es el itinerario de 1940 que afirma que Km 93 contaba con 298 metros de apartadero y un desvío de 228 metros. Por otro lado, una recopilación de datos del itinerario de 1945 e informes de la época de clausura informa un apartadero de 298 metros de largo y un desvío de 238 metros. Al funcionar como apeadero permitía el acceso de los viajeros a los trenes, aunque no se vendían pasajes ni contaba con una edificación que cumpliera las funciones de estación propiamente dicha.
Posiblemente, la diferencia se deba a una mejor medición, ampliación o un error en la recopilación de datos. 

## Historia
Fue inaugurado a finales de 1923 como parte de la extensión de la línea desde Trelew a Playa Unión y se ubicaba a un kilómetro de esta última estación. No tenía servicio regular de pasajeros, ya que la terminal de este servicio era en Rawson. Los principales servicios eran los fines de semana y durante el verano.
El punto aparece por primera vez mencionado en enero de 1932 cuando el entonces gobernador de la provincia inició gestiones ante de la administración general de ferrocarriles nacionales para ampliarlas vías hacia al puerto de Rawson. Aunque inicialmente la respuesta fue negativa, luego se volvería positiva en julio de 1933. Por ello, se logró hacer el diseño y los cálculos para presentar las propuestas a la gerencia en Puerto Madryn. De este modo, se pudo avanzar para el comienzo de las obra a fines de octubre. La propuesta autorizada necesitaba la formación de la vía sobre la calzada de la carretera que había sido construida en 1931 para dar mejor acceso al muelle. La calzada tenía un ancho de 7 m. e iba a ocuparse 2 m. para el ferrocarril. Las obras estaban progresando para la construcción de una playa de transferencia en el empalme y se habían instalado una longitud de cerca 1 km de vía. No obstante, el encargado vecinal de Vialidad Nacional se quejó al ingeniero seccional en Comodoro Rivadavia sobre lo que pasaba. Al parecer la queja fue enviada a Buenos Aires. Tras una investigación se encontraron diversas irregularidades. Las autoridades ordenaron la suspensión de las obras y el levantamiento del kilómetro ya construido en la playa de transferencias. Se pensó solucionar las cuestiones para lograr efectuar el ramal, pero no se pudo avanzar más. El plano del ramal ejecutado en 1950 no arrojó evidencia alguna del ramal al puerto de Rawson.
Esta línea de ferrocarril funcionó desde 1923 hasta el año 1961 en que clausurado. Algunos años después todo el material ferroviario fue levantado.
Ya para inicios de la década de los años 1990 no había indicios casi de rastros ferroviarios en el tramo Trelew - Playa Unión.
En proximidades donde funcionó el desvío hoy continúa habiendo una parada de colectivos y un camino directo al puerto de Rawson. No obstante, la zona quedó desprovista de elementos ferroviarios con las excepciones de los restos del  Puente Ferroviario Rawson-Playa Unión y la exestación Playa Unión como los únicos indicios ferroviarios.

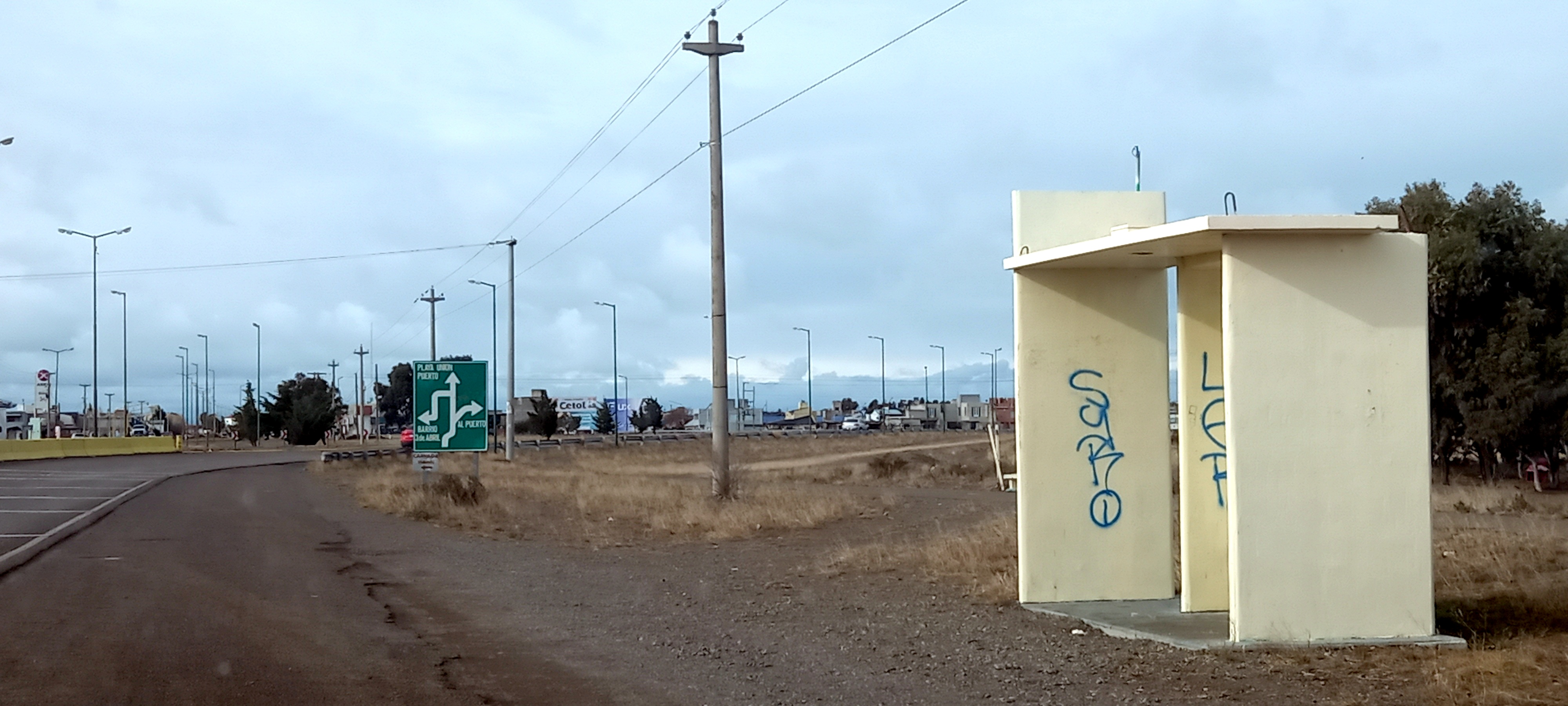
Sitio aproximado donde se ubicó el apeadero y su desvío. Aunque ya no existe el desvío aun perdura el camino que sigue dirigiendo al puerto y hasta existe una parada de colectivos.